# 伯太陣屋

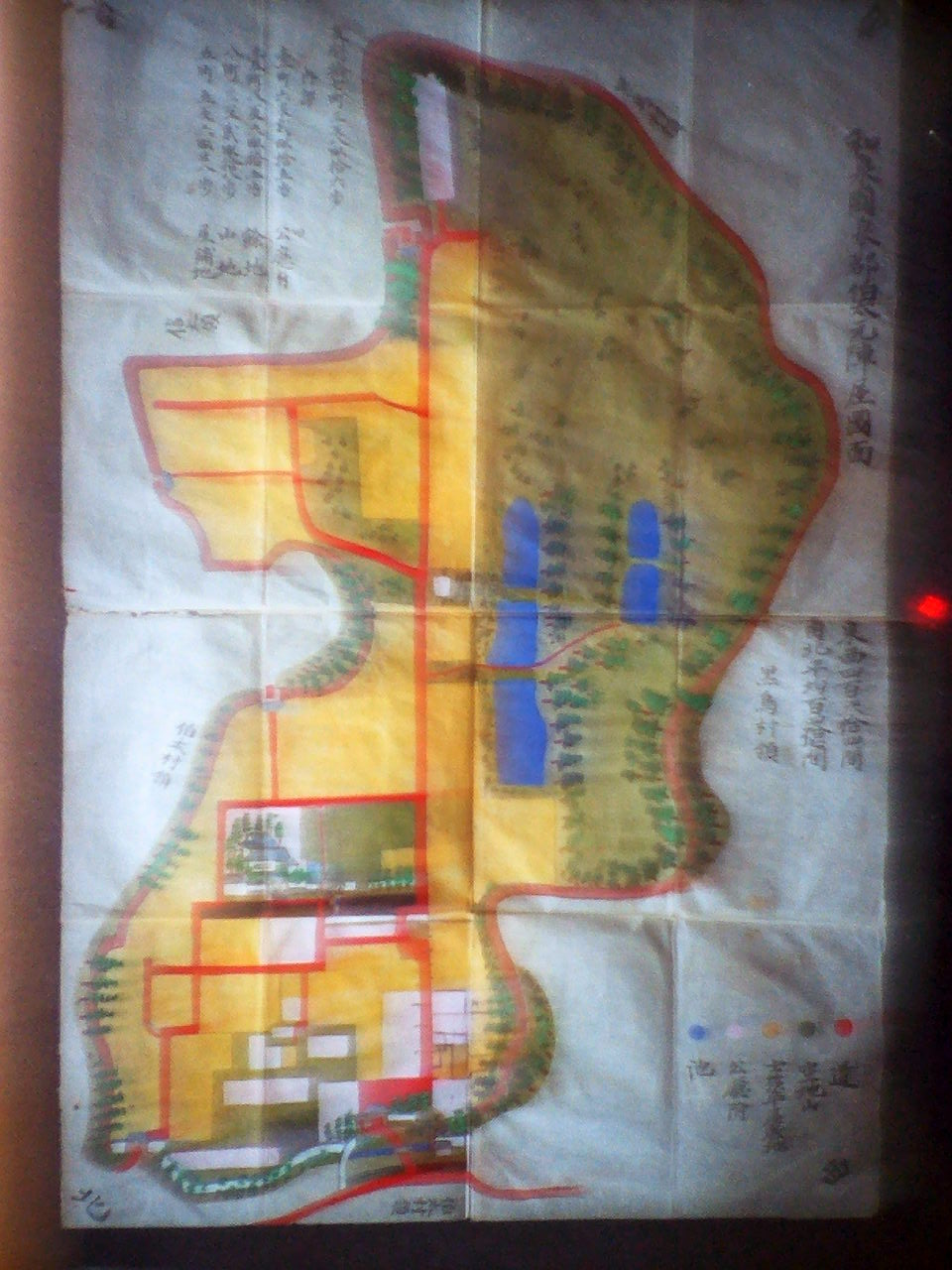
伯太藩陣屋絵図

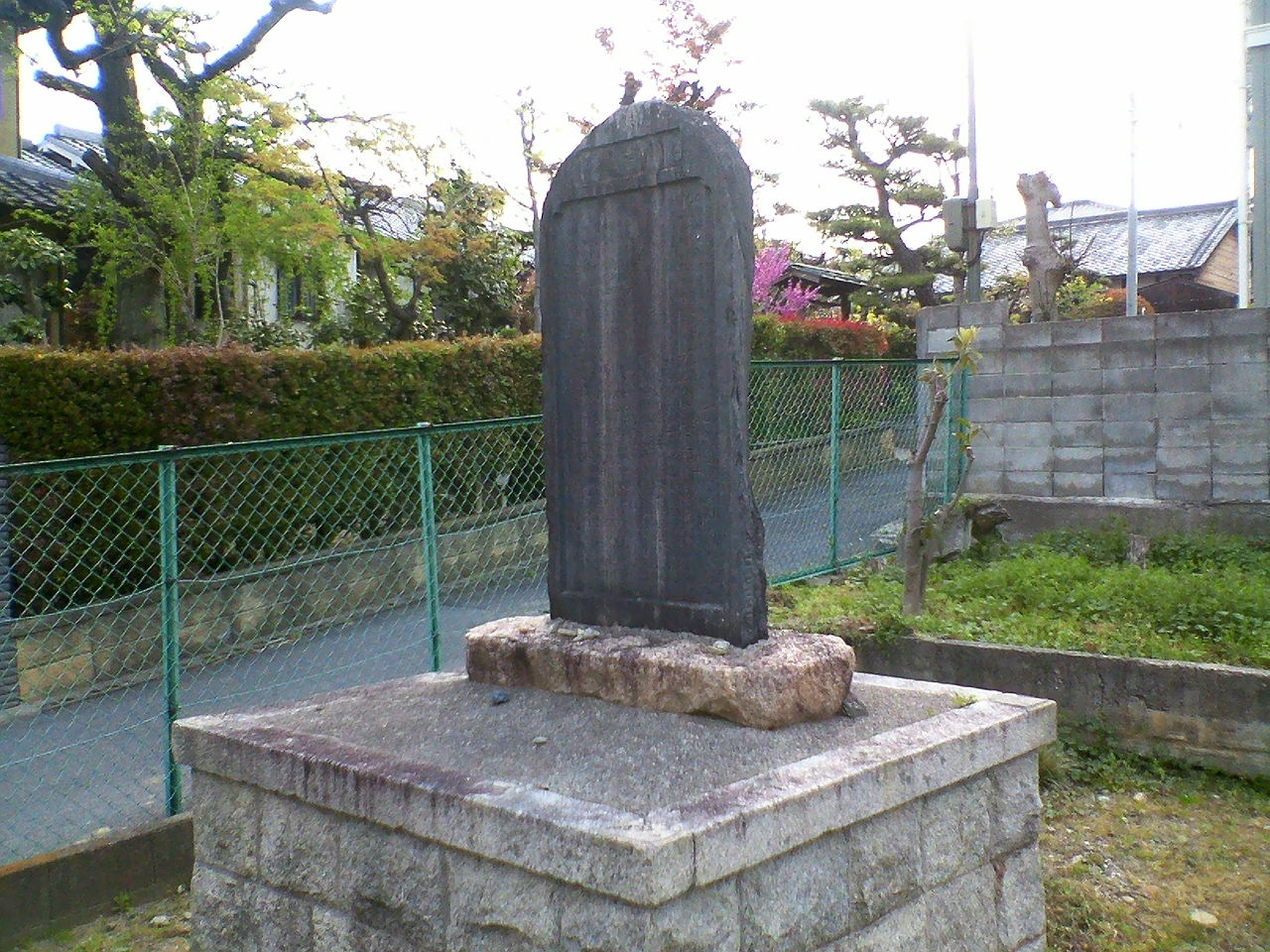
伯太藩御殿跡

伯太陣屋（はかたじんや）は、和泉国和泉郡伯太村（現・大阪府和泉市伯太町）にあった陣屋で、伯太藩の藩庁である。

## 概要
1727年（享保12年）、初代藩主の渡辺基綱が居所を和泉国大鳥郡大庭寺村（現・堺市南区大庭寺）から和泉国和泉郡伯太村に移し、伯太陣屋が築かれた。
陣屋は現在の和泉市伯太町3丁目から4丁目にかけて、信太山丘陵の西側斜面を利用して設置されており、丸笠山古墳の周濠をはじめとする大小のため池が、御殿および家臣団の居住区を取り囲んでいた。中心となる御殿は4丁目に所在し、信太山駅から伯太神社を経由して丸笠山に至る道路と熊野街道（小栗街道）の交点に大手口を設けていた。陣屋は明治以降に破却され、現在では痕跡もほとんど認められないが、陣屋裏門が小谷城郷土館（堺市南区豊田）に移築されて現存している。
伯太村の旧来の集落は伯太神社付近にあったが、陣屋設置以降に小栗街道に沿って町場が形成され、前者は下伯太（したはかた）、後者は上伯太（うえはかた）と通称される。御殿および家臣団の居住区は屋敷と通称され、明治以降もしばらくの間、伯太在住と称して伯太村とは別扱いだったが、元家臣らの転出が次第に進み、1886年（明治19年）に伯太村へ合併され、現在は上伯太の一部となっている。